# Somone
Somone je město v Senegalu nacházející se 77 kilometrů jižně od Dakaru. Žije tam 3 702 obyvatel. 

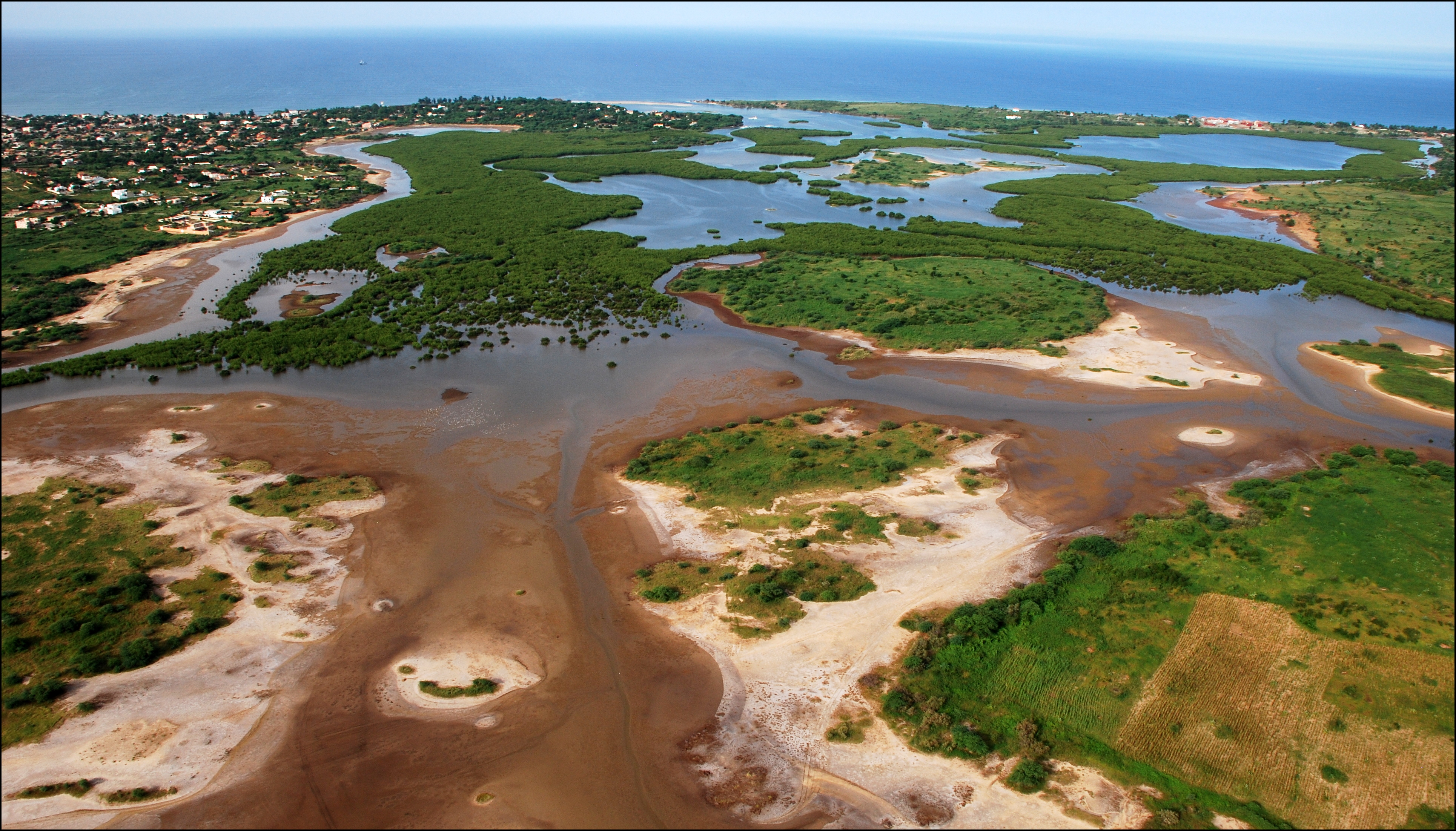
Laguna v Somone

Město Somone se stalo obcí v roce 2008.
Město vzkvétá díky cestovnímu ruchu, ve městě se nachází několik ubytovacích zařízení a hotel.
Poblíž města se nachází laguna, která zaujímá plochu 700 hektarů.